# Andorinhão-malgaxe
O andorinhão-malgaxe (Zoonavena grandidieri) é uma espécie de andorinhão da família Apodidae.
Pode ser encontrada nos seguintes países: Comoros, Madagáscar e Mayotte.